# Verliebt in Dich
Chansons représentant l'Allemagne au Concours Eurovision de la chanson
Wir geben 'ne Party
(1994) Blauer Planet
(1996)
Verliebt in Dich est la chanson représentant l'Allemagne au Concours Eurovision de la chanson 1995. Elle est interprétée par Stone & Stone et écrite par l'une des chanteuses, Tatjana Cheyenne Penniston.

## Histoire
La chanson germanophone est une ballade. Elle raconte l'histoire d'un homme qui se tourne vers Dieu.
En 1995, aucune chanson ne se détache clairement lors du concours de sélection, le groupe Stone & Stone est choisi par la MDR après une réécoute. Glen Stone avait participé au concours de sélection en 1989 en composant la chanson Wunderland für die Sängerin pour la chanteuse Canan Braun, elle avait fini cinquième. En 1993, le groupe Stone & Stone connaît un petit succès avec I Wish You Were Here qui atteint le top 40 des singles. Pour le groupe, Verliebt in Dich est la première chanson germanophone.
Au Concours Eurovision, la chanson finit dernière, à la 23e place, elle n'obtient qu'un point de la part de Malte. À la suite de cet échec cuisant, le groupe se dissout.
Malgré sa piètre performance, cette chanson restera dans l'histoire du Festival. En raison des règles existantes (rélégation), l’Allemagne ne pourrait pas participer à la prochaine édition. Conscient que l'absence du pays le plus puissant économiquement pourrait nuire à la compétition, il fut décidé de modifier les règles et d'instaurer une présélection interne, qui ne favorisa cependant pas le représentant allemand (Leon, Planet of blue). Face aux protestations allemandes, l'UER décide d'établir un classement permanent des 5 pays membres les plus puissants économiquement, connus sous le nom de Big Five.

## Source de la traduction
- (de) Cet article est partiellement ou en totalité issu de l’article de Wikipédia en allemand intitulé « Verliebt in Dich » (voir la liste des auteurs).

## Réferences
1. ↑  (en) « Oslo 1996 », sur eurovision.tv (consulté le 29 mai 2025)
2. ↑  O'Connor, John K. (2010). The Eurovision Song Contest: The Official History (en anglais). Londres: Carlton Books. pp. 144-147. ISBN 978-1-84732-521-1.